# Hans Zehrer
Pour les articles homonymes, voir Zehrer.
Hans Zehrer (né le 22 juin 1899 à Berlin où il est mort le 23 août 1966) est un journaliste allemand.

## Sa vie, son œuvre

### Époque weimaroise (1917-1933)
En 1917 il s'engage comme volontaire pour prendre part à la guerre. Après la fin de la Première Guerre mondiale il reste militaire et participe au putsch de von Kapp. Pour des raisons économiques, il interrompt ses études à l'université de Berlin mais toute sa vie il restera membre de l'association étudiante Corps Silingia (de).
D'octobre 1923 à octobre 1931 il fut rédacteur du Vossischen Zeitung dont il refusa en 1931 le poste de rédacteur en chef. Au lieu de cela depuis octobre 1929, il avait pris en charge la rédaction du mensuel clandestin Die Tat, édité par Eugen Diederichs. Sous sa direction, les tirages connurent une croissance fantastique passant de 1 000 exemplaires à plus de 30 000, ce qui représentait à l'époque un chiffre considérable car on était loin de manquer de journaux politiques de droite. Avec Ernst Wilhelm Eschmann, Giselher Wirsing et Ferdinand Friedrich Zimmermann, il forma ce que l'on a appelé le Tatkreis qui dans la dernière phase de la république de Weimar eut une influence importante sur l'opinion publique. Au sein du Tatkreis, Zehrer atteint bientôt une position dominante qui le fit surnommer avec perfidie « le Duce du Tatkreis » par le journal de gauche Die Weltbühne. Bien que Zehrer rejetât le national-socialisme il soutenait néanmoins le parti dans les urnes comme le rapporta son épouse plus tard. Il espérait ainsi accélérer l'érosion de la république de Weimar et jeter à bas le système.
Tout d'abord prêt à aider le mouvement national-socialiste à la construction d'un nouvel État et donc à tolérer Adolf Hitler au poste de Chancelier et à le contrôler par l'armée, il tenta les 12 et 13 août 1932 de provoquer une scission du NSDAP. Pour empêcher l'accession au pouvoir du NSDAP, Zehrer travailla à la formation d'un front commun dirigé par Kurt von Schleicher réunissant l'aile gauche du parti national-socialiste (autour de Gregor Strasser), les syndicats et les sociaux-démocrates. Mais l'entreprise échoua. Au début de janvier 1933, Zehrer rendit public dans Die Tat, les liens secrets entre Hitler et von Papen qu'un de ses collaborateurs, Helmut Elbrechter, avait découverts. Le 24 janvier et se rapproche de Schleicher pour empêcher qu'il ne perdît le pouvoir par un coup d'État de la Reichswehr. « Le parlement doit être supprimé et avec lui les partis ».

### Époque national-socialiste (1933-1945)
Quelques semaines après l'accession au pouvoir d'Adolf Hitler, au début de l'année 1933, Zehrer fut contraint d'abandonner l'édition de Die Tat dont la direction fut confiée à Giselher Wirsing. Le Tagliche Rundschau fut ensuite provisoirement interdit par la Gestapo avant de l'être définitivement au mois de juillet. Zehrer se retira quelque temps à Blankenese près de Hambourg. À partir de 1934, il vécut quelque temps à Sylt, où il rencontra le jeune Axel Springer. En tant qu'ancien protégé de Sckleicher, et en raison de son mariage avec Margot Sussmann-Mosse d'origine juive, Zehrer subit de facto une interdiction de travailler même si celle-ci ne fut jamais explicitement prononcée. Après les pogroms de novembre 1938, Zehrer envoya sa femme se réfugier en Grande-Bretagne. Il retourne ensuite à Berlin et prend la direction de la filiale des éditions Gerard Stalling de Oldenburg. Dès cette époque, Zehrer avait eu le pressentiment de la Seconde Guerre mondiale. Il écrit à sa femme le 11 novembre de cette année-là : « c'est le commencement de la fin et elle sera amère. Je suis convaincu qu'à l'automne prochain nous aurons la catastrophe derrière nous mais ce sera bien une catastrophe ». Un an plus tard, en novembre 1939, il se sépare de sa femme en raison de la longue séparation et de la différence raciale.
À partir de 1942, après la mort de son fondateur, il devient président-directeur général de l'entreprise Stalling-AG. Il occupera cette position officielle jusqu'à la fin de la guerre. Il réussit durant ces années à s'octroyer les services de plusieurs écrivains de renom Helmut Rößler, Franz Schnabel, Michael Freund, Edwin Redslob, Ernst Wagemann et Ferdinand Friedensburg. En 1943 il est incorporé dans la Luftwaffe et il servira dans un état-major à Carlsbad. En 1945 il est muté à Berlin et peu après la fin de la guerre fuit à Hambourg puis à Sylt.
De janvier à mai 1946, il est réacteur en chef du quotidien Die Welt, créé dans la zone d'occupation anglaise, mais il doit se retirer de ce poste après les protestations les sociaux-démocrates. De février 1948 à septembre 1953, il dirige la rédaction du Sonntazgblatt de Hambourg, avant d'être recruté par Axel Springer comme rédacteur en chef du quotidien Die Welt. Il occupera cette position jusqu'en mai 1966. Parallèlement il tient une rubrique dans le Bild Zeitung. Zehrer appartient au cercle des plus fidèles collaborateurs des éditions Springer. Son voyage à Moscou avec Axel Springer, en 1958, conduisirent Die Welt et son directeur à renoncer définitivement à l'idée d'une neutralité des deux Allemagnes.

## Conceptions

### Politiques
À l'époque de la crise de la république de Weimar, Zehrer jette le plan pour une nouvelle construction de l'État dans laquelle les hommes seraient dirigés par une saine autorité se souciant du bien commun. La conception  de l'État repose sur les trois éléments : auctoritas, potestas et volonté populaire.
Tandis que son concept d'autorité est quelque peu diffus et désigne surtout une capacité suggestive à être suivi, en bref un charisme, il comprend sous le terme de potestas une puissance fondamentalement physique c'est-à-dire la capacité concrète de contrainte. Les forces actives pour établir une communauté du peuple seraient d'après-lui, d'abord le national-socialisme et le communisme. Mais leur combat l'un contre l'autre ne peut pas conduire à une victoire totale. Il conçoit donc plutôt la résolution des contraires au sein de ce qui pourrait conduire à une troisième voie : « Le national-socialisme se meut sur la voie qui va du nationalisme vers le socialisme, les syndicats sur la voie qui va du socialisme vers le nationalisme […] par contre, l'unité politique du peuple, la Volksgemeinschaft ne pourra être construite que si le national et le social se réunisse en une seule unité ».
Conséquemment, Zehrer rejette le libéralisme aussi bien dans l'économie que dans l'État et il tient pour indispensable de liquider les deux frères jumeaux le parlementarisme et le capitalisme. Le libéralisme, qui est pour lui la calamité de l'époque, ne serait pour lui rien d'autre qu'une idée occidentale que l'on a imposé et qui ne correspond pas à la conception allemande de l'État et de la vie dans l'État. Le libéralisme n'aurait amené aux Allemands qu'un « chaos poisseux dénué de fondement ». Sa critique antidémocratique rejoint son rejet des idées libérales. Le libéralisme lui apparaît comme un instrument qui finalement ne fait appel qu'à l'égoïsme des individus et n'encourage que les intérêts particuliers ou des petits groupes et empêchent l'accomplissement du désir de communion du peuple.
Il rejette également le fascisme italien comme étant un modèle inadapté à l'Allemagne : « la conscience de l'État du peuple allemand ne peut correspondre qu'à un État autoritaire, mais jamais un État fasciste ». Au cas où le NSDAP, agirait en contradiction avec cette idée d'une forme spécifiquement allemande de l'État, « qui a toujours connu une distance entre le peuple et les pouvoirs publics, alors ce serait dommageable pour les deux bords aussi bien l'État que le parti ».
En matière de politique extérieure, Zehrer souhaite voir la reconstruction de l'impérialisme traditionnel Ouest-européen, auquel il ne confère qu'une mission culturelle (un peu au sens de la déclaration du romantique tardif Emmanuel Gable 1861 Et ce serait une fois de plus à l'Être allemand de guérir le Monde.

### Culturelle
À la différence des tendances largement répandues dans les milieux politiques de droite à époque de Weimar, Zehrer manifeste un anti-intellectualisme agressif qui remonte à l'anti-rationalisme romantique et mystique. D'un autre côté il s'oppose à considérer les masses comme un facteur politique et culturel. La démocratisation de l'esprit n'a conduit selon lui qu'un nivellement général. Cela se voit dans une horrible « dévalorisation de l'esprit » et a conduit à une baisse incontrôlée : « le nivellement et la vulgarisation générale du style est le signe le plus visible de l'époque présente » car lorsque ce sont les masses qui dirigent « c'est la mort de ces directions spirituelles qui fondamentalement ne peut être suivies que par une élite ». Le mot « intellectuel » est habituellement affublé des attributs « à gauche » ou « juif ».
Comme élément corrupteur qui s'est diffusée dans tous les domaines de la culture comme une mauvaise graine, il dénonce le bolchevisme culturel, les mouvements athées, la culture de la nuit, et la sous-humanité. Il jeta à la figure de tous les exilés et déportés des années qui suivront 1933 :

« à cet esprit à cette précision du style de l'humour à l'éclat de la langue à la légèreté de la diction reste encore accroché aujourd'hui ce que nous avons toujours refusé la saleté et la vulgarité du sens qui résulte de la médiocrité humaine. Le destin actuel punissait arrogance de l'intellect de façon sévère mais juste, dont le manque de substance humaine ne conduit jamais à la moindre légitimation de l'esprit. »